# گاه‌شمار تاریخ استان کرمانشاه
۲۸ اسفند ۱۴۰۳

## پیش از تاریخ

### پارینه سنگی (عصر شکارگران)
- (۱ میلیون تا ۷۰۰ هزار سال پیش) سکونت انسان راست‌قامت در دشت کرمانشاه (سنگ معدن).[۱][۲]
- (۵۰۰ تا ۲۰۰ هزار سال پیش) سکونت انسان راست‌قامت در دشت کرمانشاه (گاکیه).[۳]
- (۱۲۰ تا ۴۰ هزار سال پیش) سکونت نئاندرتال‌ها در غار دو اشکفت، غار شکارچیان، پناهگاه باوه یوان در روستای یوان و غار وزمه.[۴]
- (۴۰ تا ۲۰ هزار سال پیش) سکونت انسان مدرن دوره پارینه سنگی جدید در غار مرخرل، پناهگاه ورواسی و غار ملاورد.[۵]
- (۲۰ تا ۱۲ هزار سال پیش) سکونت انسان مدرن دوره فراپارینه سنگی در غار مرخرل و پناهگاه ورواسی.

### نوسنگی (عصر روستانشینان و کشاورزان)
- (۸ تا ۱۰ هزار سال پیش) زندگی انسان‌های دوران نوسنگی در تپه چیا جانی، تپه گنج‌دره، تپه سرآب، تپه آسیاب، تپه قزانچی و تپه شیخی‌آباد.[۶]

### عصر مفرغ و عصر آهن (عصر حکومت‌های اولیه و آغاز نگارش)
- (۵ هزار سال پیش) پیدایش شهرنشینی در گودین‌تپه.[۷]

## دوران تاریخی

### هزاره اول قبل از میلاد
- (۸۵۵ ق م) تأسیس کنفدراسیون قبایل الیپی در کرمانشاه کنونی به رهبری کوتل.
- (۷۱۶ ق م) تبدیل کنفدراسیون قبایل الیپی به پادشاهی و انتخاب دالتا به عنوان پادشاه الیپی.
- (۷۱۴ ق م) جنگ اول آشور و الیپی، در پی حملهٔ سارگون دوم به الیپی؛ و متعاقباً پذیرفتن پرداخت خراج به سارگون دوم از سوی دالتا.
- (۷۱۴ ق م) لنین حاکم شهر هوباهنا در پادشاهی الیپی، پنج استان غرب و شمال غربی الیپی را متحد کرد و علیه دالتا دست به شورش زد و پرداخت باج به سارگون را هم نپذیرفت. اما سارگون به الیپی حمله کرد و شورشیان را شکست داد، هوباهنا را ضمیمهٔ خاک آشور کرد، لنین خودکشی کرد، دالتا دوباره به پادشاهی رسید و به سارگون دوم باج پرداخت.
- (۷۰۸ ق م) مرگ دالتا، ایجاد هرج و مرج در کشور الیپی، و دومین حملهٔ آشور به الیپی. نیبه پسر دالتا به پادشاهی رسید، اما به جز نیسایی که پایتخت بود بقیهٔ خاک الیپی از دست رفت.
- (۶۷۴ ق م) کیمری‌ها به رهبری سانداک شاترو به کشور الیپی حمله کردند، نیبه کشته شد، کشور الیپی سقوط کرد، اما ضمیمهٔ خاک کیمری‌ها نشد، بلکه تجزیه شد و میان چند قدرت تقسیم شد.

### قرن ششم قبل از میلاد

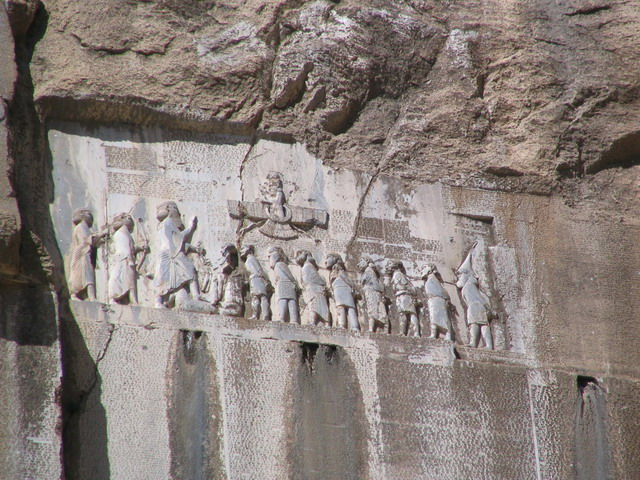
سنگ‌نبشته بیستون

- (۵۲۲ ق م) شورش فرورتیش مادی در ماد، سرکوب مردم حامی قیام او در شهر ماروش توسط ویدرنه، و متعاقباً سرکوب فرورتیش توسط داریوش در کامبادنه.
- (۵۲۲ ق م) شرح وقایع ناآرامی‌های دوران داریوش در سنگ نبشته بیستون.
- درگذشت گئومات مغ و دفن شدن وی در گوردخمه سرخ ده. (به روایتی)

### قرن دوم قبل از میلاد
- (۱۴۸ ق م) ساخت مجسمه هرکول در نزدیک سنگ نبشته بیستون.

### قرن اول میلادی
- (۴۱–۴۵ م) ساخت نقشی از گودرز دوم معروف به کتیبه گودرز بر دامنه کوه بیستون.

### قرن چهارم میلادی
- (۳۷۹–۳۸۳ م) بنای تاق کوچک در تاق بستان.
- (۳۸۳–۳۸۸ م) بنای مراسم تاج‌ستانی اردشیر دوم در تاق بستان.

### قرن ششم میلادی
- (۵۹۱–۶۲۸ م) بنای تاق بزرگ در تاق بستان در زمان خسرو پرویز

## پس از اسلام

### قرن هفتم میلادی
- (۶۳۷ م) سپاه اسلام در نبرد جلولا پیروز شد و تسخیر مناطق کردنشین آغاز شد.
- (۶۳۷ م تا ۶۴۰ م) در پی حمله اعراب به امپراتوری ساسانی در نبردی به فرماندهی هاشم بن عتبه و جریر بن عبدالله بجلی، شهرهای خانقین، بندنیجین (مندلی)، قصر شیرین، حلوان و کرمانشاه به دست اعراب مسلمان تسخیر شدند.[۸]
- (۶۴۲ م) شهر دینور به صلح تسلیم سپاه اعراب مسلمان شد.
- (۶۷۸ م) قیام مردم کرد منطقهٔ حلوان (سرپل ذهاب کنونی) و سرکوب آنان توسط حکومت مختار ثقفی.[۹]

### قرن نهم میلادی
- (۸۰۴ م) حضور هارون‌الرشید در کرمانشاه.[۱۰]

### قرن دهم میلادی
- (۹۲۱ م) مسعر ابن مهلهل از کاخ‌های باستانی شاهان ایران در کرمانشاه دیدن کرد و شرح ویران کردن آن توسط اعراب را نوشته‌است. اعراب نام کرمانشاه را به قرمسین-قرماشین تغییر دادند.[۱۱]
- (۹۳۱ م) رفتن لشکری دیلمی به کرمانشاه به‌همراه هارون بن غریب پس از شکست هارون از مرداویج زیاری.[۱۲]
- (۹۳۱ م) مرداویج زیاری به شهر دینور حمله و آن را غارت کرد.
- (۹۴۱ م) تصرف مناطق وسیعی از کرمانشاه شامل دینور تا حلوان، توسط ابوعلی محتاج و الحاق این مناطق به قلمروی حکومت سامانیان[۱۳]
- (۹۵۰ م) تصرف کرمانشاه به دست سبکتکین حاجب فرماندۀ سپاه احمد معزالدوله دیلمی.[۱۴]
- (۹۵۰ م) تصرف کرمانشاه به دست منصور بن قراتکین فرماندۀ سپاه نوح بن نصر سامانی.[۱۵]
- (۹۵۶ م) شهر قصر شیرین در اثر زلزله تخریب شد.[۱۶]
- (۹۵۸ م) زلزله‌ای مهیب، سرپل ذهاب را تخریب کرد.[۱۷]
- (۹۶۱ م) تأسیس حکومت کردزبان حسنویان از سوی ابوالفوارس حسنویه به مرکزیت سرماج
- (۹۹۷ م) آغاز حکومت شمس‌الدوله دیلمی در کرمانشاه پس از وفات فخرالدوله دیلمی.[۱۸]

### قرن یازدهم میلادی
- (۱۰۰۶ م) آغاز درگیری میان حکومت حسنویان و طایفهٔ کرد بنی عیاران
- (۱۰۰۷ م) زلزله‌ای مهیب، شهر دینور و تمام روستاهای حومهٔ آن را تخریب کرد.[۱۷]
- (۱۰۴۶ م) مهلهل ابن محمد عناز از طایفهٔ کرد بنی عیاران شهر کرمانشاه را فتح کرد.[۱۹]
- (۱۰۴۷ م) حملهٔ ابراهیم اینال سلجوقی به حسنویان و نابودی کامل حکومت کُرد حسنویان.
- (۱۱۴۹ م) زلزله بقایای شهر سرپل ذهاب را نیز ویران کرد.[۱۷]
- (۱۱۷۲ م) تا (۱۱۷۳ م) ترکمن‌های اوغوز از قبیلهٔ ایوا، به شهر دینور حمله و آن را غارت کردند.

### قرن سیزدهم میلادی
- (۱۲۵۷ م) هولاکوخان بنیان‌گذار حکومت ایلخانیان در لشکرکشی‌اش از همدان به بغداد، شهر کرمانشاه را تخریب و ساکنانش را قتل‌عام می‌کند. دوران رکود کرمانشاه آغاز می‌شود چنان‌که در ۱۳۴۰ میلادی حمدالله مستوفی آن را روستایی کوچک توصیف می‌کند.[۲۰]
- (۱۲۷۰ م) تولد سلطان سهاک در برزنجه در کردستان عثمانی که در یارسان آغاز مرحلهٔ حقیقت به‌ شمار می‌آید.

### قرن پانزدهم
- (۱۴۰۰ م) مرگ سلطان سهاک در شیخان در هورامان.

### قرن هفدهم
- (۱۶۲۹ م) حملهٔ عثمانی به منطقهٔ ماهیدشت و فتح این منطقه.
- (۱۶۳۹ م) امضای عهدنامهٔ قصرشیرین در نتیجهٔ جنگ ۱۶ سالهٔ ایران و عثمانی.

### قرن هیجدهم میلادی
- (۱۷۲۳ م) اکتبر: حمله نیروهای امپراتوری عثمانی به فرماندهی حسن پاشا حاکم گرجی‌تبار بغداد به کرمانشاه، به دنبال سقوط حکومت پادشاهی صفویه؛ عبدالباقی‌خان زنگنه حاکم کرمانشاه عقب‌نشینی می‌کند و کرمانشاه توسط عثمانی‌ها تسخیر می‌شود.[۲۰][۲۱]
- (۱۷۲۷ م) اشرف افغان (در ۱۷۲۶) نیروهای عثمانی را در نزدیکی همدان شکست داده و از پیشروی بازمی‌دارد، اما برای آنکه عثمانی‌ها وی را به عنوان پادشاه به رسمیت بشناسند بخش‌های زیادی را به عثمانی‌ها واگذار می‌کند. در این ماجرا روستاهای کردنشین زیادی عمدتاْ در شرق استان کنونی کرمانشاه از سکنه خالی می‌شوند.[۲۰]
- (۱۷۳۰ م تا ۱۷۳۵ م) جنگ میان حکومت صفوی و عثمانی.
- (۱۷۳۰ م) پایان اشغال کرمانشاه توسط عثمانی‌ها با حملهٔ نادر که در آن زمان هنوز نائب السلطنه بود، هم‌زمان با دفع اشغال افغان‌ها.[۲۲]
- (۱۷۳۱ تا ۱۷۳۲ م) اشغال دوباره کرمانشاه به وسیله ارتش عثمانی.
- (۱۷۴۳ م تا ۱۷۴۶ م) جنگ میان حکومت افشار و عثمانی.
- (۱۷۵۳ م) تخریب کامل شهر کرمانشاه با حملهٔ نیروهای زندیه و تخلیهٔ کامل جمعیت آن. ابعاد این تخریب تا اندازه‌ای بود که تا نزدیک به ۱۰ سال شهری به نام کرمانشاه وجود نداشت و منطقهٔ کرمانشاه نیز بدون حاکم‌نشین و حاکم بود.[۲۳]
- (۱۷۶۲ م) منصوب شدن الله‌قلی‌خان زنگنه به حکومت کرمانشاه از سوی کریم‌خان زند، به عنوان نخستین حاکم منطقهٔ کرمانشاه پس از دوره‌ای ۱۰ ساله، و آغاز ساخت دوبارهٔ شهر کرمانشاه در درهٔ رود آبشوران.
- (۱۷۷۱ م) ساخت مسجد آقاشیخ هادی جلیلی، توسط شفیع‌خان زند در زمان پادشاهی «کریم‌خان زند».
- (۱۷۸۱ م) ساخت مسجد جامع شیعهٔ کرمانشاه، توسط علی‌خان زنگنه حاکم کرمانشاه در زمان پادشاهی «علی‌مرادخان زند».
- (۱۷۹۴ م) تولد سید براکه گوران در منطقهٔ دالاهو که آغاز مرحلهٔ جدیدی در یارسان به‌شمار می‌آید.

### قرن نوزدهم میلادی

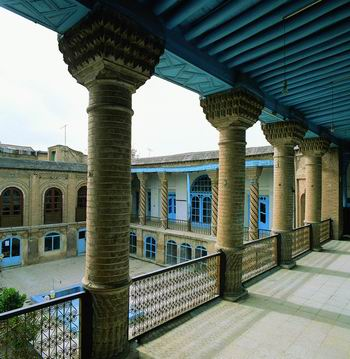
خانه خواجه باروخ، یکی از تجار کلیمی در زمان ناصر الدین شاه

- (۱۸۰۶ م) محمدعلی میرزا دولتشاه به عنوان نخستین حاکم غیرکُرد منطقهٔ کرمانشاه از طرف دربار به سمت سرحدداری عراقین منصوب شد. او از کرمانشاه به عنوان یک پایگاه نظامی علیه دولت عثمانی استفاده کرد.[۲۴]
- (۱۸۰۷ م) به گفتهٔ روسو کنسول فرانسه در بغداد، جمعیت شهر کرمانشاه در حدود ۱۶ تا ۱۸ هزار نفر بوده‌است.[۲۵]
- (۱۸۱۲ م) ورود سپاه قاجار به کرمانشاه در مسیر حرکت به سوی بغداد.[۲۶]
- (۱۸۱۶ م) ۱۶ سپتامبر: یک پژوهشگر کمپانی هند شرقی به نام باکینگهام از کرمانشاه دیدن کرده و جمعیت آن را ۳۰۰۰۰ نفر معادل با نصف بغداد اعلام می‌کند.[۲۷]
- (۱۷۹۷ م تا ۱۸۳۴ م) دفع حملات عثمانی‌ها به وسیلهٔ فتحعلی شاه به کرمانشاه.
- (۱۸۲۱ م) جاری شدن سیل نزدیک به یک پنجم نواحی مسکونی شهر کرمانشاه را نابود کرد.[۲۸]
- (۱۸۲۱ م تا ۱۸۲۳ م) جنگ ایران و عثمانی که به بسته‌شدن پیمان نخست ارزوم منجر شد. محمدعلی میرزا دولتشاه حاکم «کرمانشاهان، خوزستان، بختیاری، بابان و جاف» فرماندهی نیروهای ایران را برعهده داشت.
- (۱۸۳۱ م شیوع طاعون در منطقهٔ کرمانشاه و نواحی مجاور آن تا بغداد.[۲۹]
- (۱۸۳۵ م تا ۱۸۳۷ م) آمدن هنری راولینسون به کرمانشاه به همراه بهرام میرزا برای خواندن متون میخی کتیبه‌های تاقبستان و بیستون.[۳۰]
- (۱۸۳۷ م) شورش مردم شهر کرمانشاه با همراهی دو ایل کلهر و گوران علیه بهرام میرزا معزالدوله حاکم وقت کرمانشاهان، و به دنبال آن عزل بهرام میرزا و انتصاب منوچهرخان معتمدالدوله گرجی به عنوان حاکم کرمانشاه در روز ۲۲ ژانویهٔ ۱۸۳۷.[۳۱]
- (۱۸۴۱ م) شورش مردم یارسان کرند علیه حاجی‌خان شکی حاکم کرمانشاه و کشته شدن وی توسط مردم معترض.[۳۲]
- (۱۸۴۴ م تأسیس نخستین انجمن ادبی در تاریخ کرمانشاه، برای ترویج زبان فارسی، توسط میرزا محمد بیدل و حسینقلی‌خان سلطانی کلهر کرمانشاهی.[۳۳]
- (۱۸۴۴ م تا ۱۸۴۷ م) بازگشت دوباره هنری راولینسون به کرمانشاه برای ادامه وتکمیل کار خواندن سنگ‌نوشته بیستون.[۳۴]
- (۱۸۴۷ م) با امضای عهدنامهٔ دوم ارزروم میان ایران و عثمانی، شهرهای سلیمانیه، خانقین، مندلی، نفتخانه، جلولا، بدره و … از کرمانشاه جدا شد.[۳۵]
- (۱۸۴۸ م) مردم کرمانشاه بر محب‌علی‌خان ماکوئی حاکم کرمانشاه شوریدند و وی را از شهر بیرون کردند.[۳۶]
- (۱۸۵۰ م) ترسیم نخستین نقشه از شهر کرمانشاه توسط سرهنگ چریکوف روسی. در گزارش چریکوف جمعیت شهر «تقریباً ۴۰ هزار نفر» و ساکنان آن «کردها و یهودیان» ذکر می‌شوند.[۳۷]
- (۱۸۵۱ م) اعدام شاه تیمور بانیارانی در سبزه میدان کرمانشاه به فرمان امام‌قلی عمادالدوله.[۳۸]
- (۱۸۵۷ م) قتل معصوم علیشاه توسط آقا محمدعلی بهبهانی در کرمانشاه.[۳۹]
- (۱۸۷۳ م) مرگ سید براکه در توت شامی در دالاهو.
- (۱۸۸۶ م) سرکوب جوانمیر چلبی همه‌وند در قصر شیرین.[۴۰]
- (۱۸۹۱ م) به قدرت رسیدن داودخان کلهر در ایل کلهر و برکناری طایفهٔ حاجی‌زادگان کلهر از قدرت در ایل کلهر.[۴۱]
- (۱۸۹۷ م) بنای دوباره تکیه معاون الملک به وسیلهٔ حسین خان معین الرعایا.[۴۲]
- (۱۸۹۹ م) بنیان‌گذاری نخستین مدارس نوین در شهر کرمانشاه به نام مدرسه اسلامیه و مدرسه محتشمیه توسط حسینعلی خان مهندس گوران.[۴۳]

### قرن بیستم میلادی
- (۱۹۰۱ م)آغاز سکونت در نفت‌شهر به دنبال امضای قرارداد دارسی میان مظفرالدین‌شاه و انگلستان و استخراج نفت در این منطقه.[۴۴]
- (۱۹۰۳ م) تأسیس کنسولگری روسیه در کرمانشاه.
- (۱۹۰۴ م) بنیان‌گذاری مدرسه آلیانس کرمانشاه.[۴۵]
- (۱۹۰۵ م) تأسیس کنسولگری انگلستان در کرمانشاه.
- (۱۹۰۷ م) انتشار نخستین روزنامه رسمی در شهر کرمانشاه، با عنوان روزنامه بیستون به صاحب امتیازی ابوالقاسم لاهوتی[۴۶]
- (۱۹۱۱ م) تصرف کرمانشاه و کردستان توسط ابوالفتح میرزا سالارالدولۀ قاجار برادر محمدعلی‌شاه.[۴۷]
- (۱۹۱۲ م) ترور سردار مشروطه خواه یارمحمدخان کرمانشاهی در بازار کرمانشاه.[۴۸]
- (۱۹۱۳ م) امضای پروتکل قسطنطنیه و واگذاری ۷۰۰ مایل مربع از اراضی نقت‌خیز شمال و غرب قصر شیرین به حکومت عثمانی (موسوم به اراضی انتقالی)، و جدا شدن قطعی شهر خانقین و منطقهٔ دیاله از استان کرمانشاه.[۴۹]
- (۱۹۱۵ م) ۱۲ آوریل: تصرف شهر قصر شیرین توسط نیروهای عثمانی.[۵۰]
- (۱۹۱۵ م) تأسیس دولت ایران آزاد در کرمانشاه توسط مشروطه خواهان مهاجر.[۵۱]
- (۱۹۱۶ م) تأسیس نخستین بیمارستان شهر کرمانشاه به نام بیمارستان وست‌مینستر.
- (۱۹۱۶ م) ۲۵ فوریه: اشغال کرمانشاه توسط ارتش روسیهٔ تزاری و متعاقب آن مهاجرت کمیتهٔ دفاع ملی به قصر شیرین.[۵۲]
- (۱۹۱۷ م) خروج نیروهای روسیهٔ تزاری به سبب وقوع انقلاب فوریه در این کشور و اشغال کرمانشاه به وسیله ارتش عثمانی.
- (۱۹۱۸ م) پایان اشغال کرمانشاه و خروج نیروهای ترک.
- (۱۹۱۸ م) بمب‌باران مردم کرمانشاهی از ایل سنجابی توسط ارتش انگلستان در دشت حر، و کشته‌شدن نزدیک به ۵۰۰ نفر از مردم این ایل.[۵۳]
- (۱۹۱۹ م) تهیه دومین نقشه از شهر کرمانشاه، توسط نیروی عملیات بین‌النهرین برای امور نظامی.
- (۱۹۱۹ م) تأسیس حزب سوسیالیست ایران در کرمانشاه.
- (۱۹۲۱ م) نافرمانی اکبر صارم‌الدوله والی کرمانشاه از دستور حکومت مرکزی پس از کودتای ۳ اسفند ۱۲۹۹؛ متعاقب آن محمود پولادین به سمت حاکم نظامی کرمانشاه منصوب شد[۵۴] و میان نیروهای دو طرف درگیری رخ داد و در نهایت صارم‌الدوله سرکوب و زندانی شد.[۵۵]
- (۱۹۲۲ م) احداث پالایشگاه نفت کرمانشاه، دومین پالایشگاه ایران.[۵۶]
- (۱۹۲۲ م) بنیان‌گذاری نخستین مدرسه دخترانه در شهر کرمانشاه به نام مدرسه دولتی دوشیزگان عضدیه و متعاقب آن قتل سید حسین کزازی رئیس اداره معارف و فواید عامه کرمانشاه.[۵۷]
- (۱۹۲۳ م) حملهٔ ارتش ایران به منطقهٔ روانسر برای نابودسازی حکومت عباس خان سردار رشید اردلان.[۵۸]
- (۱۹۲۹ م) نصب و آغاز به کار نخستین ژنراتور برق در کرمانشاه توسط هارون الیاهو.[۵۹]
- (۱۹۳۱ م) احداث نخستین سینمای کرمانشاه با نام سینماتوگراف فروهر توسط مصورالدوله.
- (۱۹۳۱ م) آغاز به کار مدرسهٔ پرستاری کرمانشاه در محل بیمارستان مسیح، به عنوان چهارمین مدرسهٔ پرستاری ایران.[۶۰]
- (۱۹۳۱ م) حملهٔ ارتش ایران به منطقهٔ هورامان و نابودسازی اقتدار آخرین حاکم حکومت محلی سلاطین هورامان، جعفر سلطان هورامی.[۶۱]
- (۱۹۳۵ م) احداث اولین خیابان در شهر کرمانشاه، خیابان سپه (مدرس کنونی).[۶۲]
- (۱۹۳۸ م) ۹ ژانویه: به موجب قانون تقسیمات کشوری، ایران به ۱۰ استان تقسیم شد. بر این اساس استان پنجم به مرکزیت شهر کرمانشاه تأسیس شد که شهرستان‌های ایلام، شاه‌آباد، کرمانشاهان (مرکز استان)، همدان و سنندج را در بر می‌گرفت.
- (۱۹۳۹ م) اشغال کرمانشاه به وسیله ارتش بریتانیا.
- (۱۹۴۵ م) پایان اشغال کرمانشاه و خروج نیروهای بریتانیا.
- (۱۹۴۶ م) اول مه: تظاهرات کارگران کرمانشاه به مناسبت اول ماه مه روز جهانی کارگر مورد حملهٔ پلیس قرار گرفت. ۱۴ کارگر کشته و ۱۲۰ کارگر نیز زخمی شدند.[۶۳]
- (۱۹۵۵ م) شورش مردم جاف جوانرود علیه حکومت محمدرضا پهلوی.[۶۴]
- (۱۹۵۷ م) ۱۳ دسامبر: زلزله‌ای به قدرت ۶/۸ ریشتر به مرکزیت فارسینج در سنقر و کلیایی، شرق استان کرمانشاه را لرزاند. در اثر این زمین‌لرزه نزدیک به ۲ هزار نفر کشته و نیزدیک به ۵ هزار نفر زخمی شدند.[۱۷]
- (۱۹۵۸ م) افتتاح نخستین فرستندهٔ رادیویی در کرمانشاه.[۶۵]
- (۱۹۶۰ م) تأسیس رادیو کردی کرمانشاه.[۶۶]
- (۱۹۶۸ م) ساخت نخستین بخش از کوی ۶ بهمن(۲۲ بهمن کنونی) به عنوان مسکن کارکنان ساواک.[۶۲]
- (۱۹۶۸ م) جدا کردن شهرهای لک‌نشین استان کرمانشاه و ملحق کردن آن‌ها به فرمانداری جدیدالتأسیس لرستان[۶۷] (که در سال ۱۹۶۱ به عنوان بخشی از استان خوزستان ایجاد شده‌بود) این شهرها بعداً در سال ۱۳۵۲ (۱۹۷۳ میلادی) با عنوان استان لرستان نام‌گذاری شدند.[۶۸]
- (۱۹۶۸ م) تأسیس دانشکده پرستاری.
- (۱۹۷۰ م) افتتاح نخستین فرستندهٔ تلویزیونی در کرمانشاه.
- (۱۹۷۱ م) افتتاح فرودگاه کرمانشاه.
- (۱۹۷۱ م) افتتاح نخستین شهرک صنعتی غرب ایران با نام شهر صنعتی کرمانشاه.[۶۹]
- (۱۹۷۲ م) تأسیس دانشگاه رازی.
- (۱۹۷۳ م) تهیه نخستین طرح جامع شهر کرمانشاه.
- (۱۹۷۳ م) جدا کردن «فرمانداری کل همدان» شامل شهرستان‌های همدان، تویسرکان، ملایر، نهاوند، اسدآباد و بهار از استان کرمانشاه و نام‌گذاری آن‌ها با عنوان استان همدان.[۷۰][۶۷]
- (۱۹۷۳ م) تأسیس بیمارستان ۲۰۰ تختخوابی (طالقانی کنونی).[۷۱]
- (۱۹۷۴ م) ۷ آوریل: جدا کردن «فرمانداری کل ایلام» شامل شهرستان‌های ایلام، بدره، دهلران و مهران از استان کرمانشاه و نام‌گذاری آن‌ها با عنوان استان ایلام.[۷۲][۷۳]
- (۱۹۷۵ م) تأسیس پایگاه هوانیروز کرمانشاه به عنوان نخستین پایگاه هوانیروز در ایران.
- (۱۹۷۶ م) ساخت شهرک الهیه به مناسبت جشن‌های ۲۵۰۰ ساله.[۶۲]
- (۱۹۷۹ م) اعدام هرمز گرجی بیانی و ۱۰ نفر دیگر در کرمانشاه هم‌زمان با حمله به کردستان.
- (۱۹۸۰ م) تخریب کلی شهر قصرشیرین به همراه آثار تاریخی این شهر توسط ارتش بعث عراق.
- (۱۹۸۸ م) ۱۷ مارس: بمباران پناهگاه پارک شیرین در شهر کرمانشاه توسط ارتش بعث عراق، کشته شدن ۷۵ و مجروح شدن ۲۰۰ تن.[۷۴]
- (۱۹۸۸ م) بمب باران شیمیایی روستاهای زرده در دالاهو، نساردیره در گیلان غرب و چند روستای دیگر؛ کشته شدن ۲۷۵ و زخمی شدن ۱۱۴۶ تن در روستای زرده، کشته شدن ۴ نفر و زخمی شدن نزدیک به ۱۰۰۰ تن در نساردیره.[۷۵]
- (۱۹۸۸ م) بنای دوباره شهر قصرشیرین پس از خروج نیروهای عراقی از شهر.
- (۱۹۹۶ م) تعطیلی و پایان کار رادیو کردی کرمانشاه.[۶۶]
- (۱۹۹۶ م) احداث مجتمع پتروشیمی کرمانشاه.[۷۶]
- (۱۹۹۶ م) قتل ملامحمد ربیعی امام جمعهٔ اهل سنت کرمانشاه در قتل‌های زنجیره‌ای و شورش و اعتراضات سراسری در شهرهای کرمانشاه، پاوه، روانسر، جوانرود و کامیاران.[۷۷][۷۸]

### قرن بیست و یکم میلادی
- (۲۰۰۲ م) ۲۵ آوریل: زلزله‌ای به قدرت ۵/۲ ریشتر منطقهٔ صحنه و دینور را لرزاند و خسارات جانی و مالی بسیاری به بار آورد.[۱۷]
- (۲۰۰۲ م) ۲۴ دسامبر: زلزله‌ای دیگر به قدرت ۵/۱ ریشتر منطقهٔ صحنه و دینور را لرزاند و خسارات جانی و مالی بسیاری به بار آورد.[۱۷]
- (۲۰۰۶ م) تأسیس بیمارستان ۵۱۵ تختخوابی امام رضا به عنوان بزرگترین و مجهزترین مرکز بهداشتی درمانی در غرب ایران.[۷۹]
- (۲۰۰۶ م) ثبت سنگ‌نبشته بیستون در میراث جهانی یونسکو.[۸۰]
- (۲۰۰۹ م) تأسیس تالار انتظار کرمانشاه به عنوان تالار شهر، مرکز همایش‌ها و تئاتر شهر کرمانشاه.[۸۱]
- (۲۰۱۰ م) کرمانشاه و پالرمو در سیسیل ایتالیا شهرهای خواهر خوانده اعلام شدند.[۸۲]
- (۲۰۱۰ م) کرمانشاه و شهر قاضی آنتپ در ترکیه شهرهای خواهر خوانده اعلام شدند.[۸۳]
- (۲۰۱۱ م) کرمانشاه و شهر اسپلیت در کرواسی شهرهای خواهر خوانده اعلام شدند.[۸۴]
- (۲۰۱۷ م) ۱۲ نوامبر: زمین‌لرزه‌ای به بزرگی ۷/۳ ریشتر بخش‌های وسیعی از استان کرمانشاه را لرزاند. این زمین لرزه در شهرستان‌های ثلاث باباجانی، سرپل ذهاب، قصر شیرین، دالاهو، جوانرود و گیلانغرب بخش‌های وسیعی را تخریب کرد و تلفات انسانی و خسارات زیادی به بار آورد.
- (۲۰۱۸ م) ۲۰ مارس: با تکمیل راه‌آهن ملایر-فیروزان-کرمانشاه، راه‌آهن کرمانشاه افتتاح شده و شهر کرمانشاه به شبکهٔ ریلی ایران متصل شد.[۸۵]
- (۲۰۲۱ م) ثبت منظر فرهنگی هورامان در میراث جهانی یونسکو.[۸۶]